# Hollywood Blues
Hollywood Blues is het tweede solo-album van Johnny Almond onder naam van Johnny Almond Music Machine. Het is een pure jazzelpee geworden, met blues heeft het nauwelijks iets te maken. Het album volgde op een optreden op een festival in Hollywood.

## Musici
- Johnny Almond – altsaxofoon, tenorsaxofoon, dwarsfluit, altdwarsfluit, hammondorgel en vibrafoon
- Hadley Caliman – tenorsaxofoon en dwarsfluit (1) en (2)
- Curtis Amy – tenorsaxofoon, sopraansaxofoon (3) en (8)
- Vi Redd – altsaxofoon (4) en (8)
- Charles Kynard – hammondorgel
- Joe Pass – gitaar
- Ray Neapolitan – basgitaar
- Earl Palmer – slagwerk (1) en (2)
- Joe Harris – slagwerk (3-8)

## Composities
1. It's the water (Almond) (4:30)
2. Funkville U.S.A. (Leonard Feather) (4:27)
3. Agadir sunet (Almond / Bellinger )(5:19)
4. Blues for Helen (Almond) (8:30)
5. Hot rod (Ray Charles) (3:35)
6. Slipping easy (Almond) (7:03)
7. Kwei ying fu (Almond) (3:45)
8. Perdido (Tizo, Lenk, Drake) (8:27)